# Marquesado de Almarza
El marquesado de Almarza es un título nobiliario español de carácter hereditario que fue concedido por real despacho el 22 de abril de 1686 por el rey Carlos II en favor de Gaspar de Guzmán y Anaya Toledo y Rengifo, diputado a Cortes, señor de Almarza en Soria, y II vizconde de Arauzo. Con la concesión del título, se canceló el vizcondado de Arauzo que había sido dado al padre del primer marqués, José de Guzmán Rengifo (m. Salamanca, 1686). Sobre el vizcondado de Arauzo, la rehabilitación fue solicitada por Esperanza de Aguilera y Pérez de Herrasti y Francisco de Aguilera y Pérez de Herrasti,  hijos del XVII marqués de Flores Dávila. 
Tras la muerte sin sucesión del tercer marqués, el título pasó a manos del marquesado de Cerralbo, cuya dignidad gozan en la actualidad, y su archivo histórico se encuentra depositado en la Sección de Nobleza del Archivo Histórico Nacional.
Su denominación hace referencia al municipio de Almarza, en la provincia de Soria, en la comunidad autónoma de Castilla y León.

## Titulares
|                        | Titular                                                    | Periodo                |
| Creación por Carlos II | Creación por Carlos II                                     | Creación por Carlos II |
| ---------------------- | ---------------------------------------------------------- | ---------------------- |
| I                      | Gaspar de Guzmán y Anaya Toledo y Rengifo                  | 1686-¿?                |
| II                     | Ignacio Antonio de Guzmán y Zúñiga Alarcón y Toledo        | ¿?-1733                |
| III                    | Juan Antonio Bernabé de Guzmán y Anaya                     | 1733-¿?                |
| IV                     | Vicente de Moctezuma Nieto de Silva y Guzmán               | ¿?-1752                |
| V                      | María Manuela de Moctezuma Pacheco Nieto de Silva y Guzmán | 1752-1787              |
| VI                     | Francisco Ventura de Orense y Moctezuma                    | 1787-1789              |
| VII                    | Manuel Vicente de Aguilera y Moctezuma                     | 1789-1798              |
| VIII                   | Manuel Isidoro de Aguilera Moctezuma-Pacheco y Galarza     | 1798-1802              |
| IX                     | Manuel de Aguilera y Contreras                             | 1802-1807              |
| X                      | Fernando de Aguilera y Contreras                           | 1807-1838              |
| XI                     | José de Aguilera y Contreras                               | 1838-1872              |
| XII                    | Enrique de Aguilera y Gamboa                               | 1875-1922              |
| XIII                   | Manuel de Aguilera y Ligués                                | 1927-1977              |
| XIV                    | Fernando de Aguilera y Abárzuza                            | 1980                   |
| XV                     | Fernando de Aguilera y Narváez                             | 1982-actual titular    |

## Historia de los marqueses de Almarza
- Gaspar de Guzmán y Anaya Toledo y Rengifo, I marqués de Almarza, señor de Almarza, lugar que había pertenecido a los Rengifo,[4] y  II vizconde de Arauzo.

Le sucedió su hijo:
- Ignacio Antonio de Guzmán y Zúñiga Alarcón y Toledo (m. 1733),[4] II marqués de Almarza[6] y VII marqués de Flores Dávila.[3]

Le sucedió su tío:
- Juan Antonio  Bernabé de Guzmán y Anaya, III marqués de Almarza,[3] VIII marqués de Flores Dávila y caballero de la orden de Santiago.

Casó con Juana Dupuy, noble, natural de Cerdeña, sin descendencia. Le sucedió su sobrino nieto:
- Vicente de Moctezuma Nieto de Silva y Guzmán (Salamanca, ¿?-Madrid, 19 de mayo de 1752), IV marqués de Almarza,[3] IX marqués de Cerralbo, V conde de Alba de Yeltes, y X marqués de Flores Dávila, hijo de Isabel María Nieto de Silva Pacheco y Guzmán, VIII marquesa de Cerralbo y de Francisco Moctezuma Torres Carvajal.[3][8]

Contrajo matrimonio con Antonia de Vera y Quiñones, sin descendencia. Le sucedió su hermana:
- María Manuela de Moctezuma Pacheco Nieto de Silva y Guzmán (c. 1722-Salamanca, 6 de junio de 1787), V marquesa de Almarza,[9] VI condesa de Alba de Yeltes, X marquesa de Cerralbo, grande de España, XI marquesa de Flores Dávila, y condesa de Villalobos.

Contrajo matrimonio con su primo hermano, Francisco Ventura de Orense Moctezuma, IV vizconde de Amaya, hijo de Juan Manuel Orense del Castillo, III vizconde de Amaya, y de María Isabel de Moctezuma, I marquesa de la Liseda. Sucedió su hijo:
- Francisco Ventura de Orense y Moctezuma (m. 1789), VI marqués de Almarza,[10] XI marqués de Cerralbo, VIII conde de Villalobos y IV vizconde de Amaya.[10]

Casó el 4 de octubre de 1774, en Valencia, con María Luisa de la Cerda y Cernesio. Sin descendencia, Le sucedió su primo.
- Manuel Vicente de Aguilera y Moctezuma Pacheco (Salamanca, 2 de junio de 1741-Navalcarnero, 1 de diciembre de 1798),[11] VII marqués de Almarza,[12] XII marqués de Cerralbo,[13] grande de España, XII marqués de Flores Dávila, VI conde de Alba de Yeltes,[12] V conde de Casasola del Campo, IX conde de Villalobos y caballero de la Orden de Carlos III.[12][8]

Contrajo matrimonio, el 2 de febrero de 1760 en Madrid, con María Cayetana de Galarza y Brizuela (Madrid, 18 de diciembre de 1741-Madrid, 18 de abril de 1806), VI condesa de Peñalva. VII condesa de Foncalada, condesa de Fuenrubia, III condesa de la Oliva de Gaytán, dama de la Orden de las Damas Nobles de la Reina María Luisa y académica de la Real Academia Latina Matritense. Era hija de Francisco Fernando José de Galarza y Suárez de Toledo, III conde la Oliva de Gaytán, y de María Manuela de Brizuela y Osorio Velasco y Guadalfajara, condesa Fuenrubia. Le sucedió su hijo:
- Manuel Isidoro de Aguilera Moctezuma-Pacheco y Galarza (Talavera de la Reina, 2 de enero de 1762-Valencia, 3 de diciembre de 1802), VIII marqués de Almarza,[12] XIII marqués de Cerralbo, grande de España,[13] VIII marqués de Almarza, XIII marqués de Flores Dávila,[12] VII conde de Alba de Yeltes,[12] V conde de Casasola del Campo, VIII conde de Foncalada, conde de Fuenrubia,[15]  VII conde de Peñalva, X conde de Villalobos[12] y sumiller de corps del futuro rey Fernando VII.[11]

Casó, el 22 de abril de 1780 en Madrid, con María Josefa Joaquina Ruiz de Contreras y Vargas Machuca, VII condesa de Alcudia, grande de España, y VI marquesa de Campo Fuerte Le sucedió su hijo:
- Manuel de Aguilera y Contreras (Madrid, 1784-1807), IX marqués de Almarza,[17] XIV marqués de Cerralbo, grande de España,[13] VI conde de Casasola del Campo, IX conde de Foncalada[17] y XII conde de Villalobos.

Sin descendencia, sucedió su hermano.
- Fernando de Aguilera y Contreras (Madrid, 20 de agosto de 1784-Madrid, 2 de mayo de 1838), X marqués de Almarza,[17]  VIII conde de Alcudia,[18] XV marqués de Cerralbo,[19] dos veces grande de España, VII marqués de Campo Fuerte,[17] VII conde de Casasola del Campo,[17] XIV marqués de Flores Dávila,[17] VIII conde de Alba de Yeltes,[17]X conde de Foncalada,[17] conde de Fuenrubia,[20] V conde de la Oliva de Gaytán,[17] XIII conde de Villalobos,[17] embajador extraordinario en Sajonia (1819), presidente del Consejo de las Órdenes, caballero de la Orden del Toisón de Oro, de la Orden de Alcántara, Gran Cruz de Carlos III y prócer del Reino.

El 26 de diciembre de 1807 casó en Madrid con María de las Angustias Fernández de Córdoba y Pacheco, hija de Manuel Antonio Fernández de Córdoba y Pimentel, VIII marqués de Mancera, grande de España de primera clase, marqués de Malpica, de marqués de Montalbo, y de Povar, y de María Teresa del Carmen Pacheco y Fernández de Velasco, V duquesa de Arión, grande de España. Sin descendencia, le sucedió su hermano:
- José de Aguilera y Contreras (Madrid, 23 de septiembre de 1787-Madrid, 25 de diciembre de 1872), XI marqués de Almarza,[17] XVI marqués de Cerralbo,[19] IX conde de Alcudia,[18] dos veces grande de España, VIII marqués de Campo Fuerte,[17] XV marqués de Flores Dávila,[17] IX conde de Alba de Yeltes,[17] VIII conde de Casasola del Campo,[17] XI conde de Foncalada,[17] conde de Fuenrubia,[20] VI conde de la Oliva del Gaytán,[17] alférez mayor de  Burgos, Ciudad Rodrigo y Aranda de Duero, caballero veinticuatro de Salamanca y Granada y gentilhombre grande de España con ejercicio y servidumbre de la reina Isabel II de España.

Contrajo matrimonio en Córdoba, el 11 de abril de 1815, con Francisca Valentina Becerril e Hinojosa.  Le sucedió su nieto, hijo de su hijo primogénito, Francisco de Aguilera y Becerril y de su esposa, Luisa de Gamboa y López:
- Enrique de Aguilera y Gamboa (Madrid, 8 de julio de 1845-Madrid, 27 de agosto de 1922), XII marqués de Almarza,[17] XVII marqués de Cerralbo, grande de España,[19] IX marqués de Campo Fuerte, X conde de Alcudia, XII conde de Foncalada, XVI conde de Villalobos.[22][17]  Fue miembro del partido carlista, coleccionista y arqueólogo.  A su muerte, legó su palacio y colecciones (actualmente, el Museo Cerralbo en Madrid) al Estado.

Contrajo matrimonio con Inocencia Serrano y Cerver, sin descendencia.  Le sucedió su sobrino nieto en 1927:
- Manuel de Aguilera y Ligués (7 de marzo de 1904-1 de julio de 1977), XIII marqués de Almarza,[24] XVIII marqués de Cerralbo,[25] XII conde de Alcudia, dos veces grande de España y XVIII marqués de Flores Dávila.[17] Era hijo de Manuel de Aguilera y Pérez de Herrasti, XVII marqués de Flores Dávila, y de su esposa Carmen de Ligués y Bález.[26]

Sin descendencia, le sucedió su primo hermano en 1980.
- Fernando de Aguilera y Abárzuza (Jaén, 9 de junio de 1920-Madrid, 9 de junio de 1980), XIV marqués de Almarza,[24][27] XIX marqués de Cerralbo,grande de España,[19] VI marqués de Cúllar de Baza y conde de Fuenrubia.[24] Era hijo de Fernando de Aguilera y Pérez de Herrasti, conde de Fuenrubia, y de su esposa María Teresa Abárzuza y Robles, marquesa de Cúllar de Baza.[28]

Contrajo matrimonio con Pilar Narváez y Coello de Portugal (n. Madrid, 29 de noviembre de 1925), hija de Luis Narváez de Ulloa, marqués de Oquendo, caballero de la orden de Alcántara y maestrante de Granada, y de Margarita Coello de Portugal y Bermúdez de Castro. Le sucedió su hijo en 1982:
- Fernando de Aguilera y Narváez (n. Madrid, 1 de enero de 1952), XV marqués de Almarza,[24][30] XX marqués de Cerralbo, grande de España,[19] conde de Villalobos y VII marqués de Cúllar de Baza.[29]

Contrajo matrimonio en primeras nupcias el 9 de julio de 1979 con María Luisa Tovar y Gallego y en segundas en Madrid en 18 de mayo de 2002 con Dolores Cavero y Martínez de Campos, VI condesa de Santovenia, hija de Íñigo Cavero, barón de Carondelet, y de su esposa Belén Martínez de Campos y Carulla.